# Weissenstein
Il Weissenstein è una montagna del massiccio del Giura alta 1395 m. Si trova in Svizzera, a nord della città di Soletta nel cantone omonimo.

## Caratteristiche
La zona dove si trova la sommità della montagna viene chiamata Röti.
Nei pressi dell'Hinteren Weissenstein (1226 m), sul fianco settentrionale della montagna, si trova il Nidlenloch, un sistema di grotte che si estende in lunghezza per 7,5 km e 418 m in profondità.

## Trasporti
Il passo del Weissenstein che collega le località di Oberdorf e Gänsbrunnen, sui due versanti della montagna, ha una pendenza media del 22% ed è uno dei più ripidi della Svizzera; in inverno è chiuso al traffico.
La cima del Weissenstein è collegata al Balmberg e al Grenchenberg da corse quotidiane di autobus, nei fine settimana estivi vi sono anche collegamenti per Oberdorf.
La montagna è attraversata da una galleria a binario unico utilizzata dalla ferrovia Soletta-Moutier, l'opera fu realizzata nel 1908 ed è lunga 3701 m.

## Storia
Nella località Stiegenlos su una pietra del sentiero che porta alla sommità della montagna sono incise le date 1644 e 1830 che indicano due diversi momenti in cui fu sistemato il ripido sentiero che prima della strada per veicoli era l'unica via di accesso. Nel XVI secolo il Weissenstein era frequentato prevalentemente da pastori, fu agli inizi del XIX secolo che diventò una meta turistica. In quel periodo divenne popolare la cura del siero che prevedeva soggiorni in località montane in cui i villeggianti praticavano diete a base di siero. Nel 1827 fu eretto l'edificio principale dello Stabilimento di cure chiamato Kurhaus, tuttora esistente e attualmente in funzione come albergo e ristorante.

## Turismo
Dal Kurhaus un sentiero con raffigurazioni in scala delle dimensioni e delle distanze dei pianeti del sistema solare conduce al monte Hasenmatt, al Grenchenberg e al Balmberg.
Vicino al Kurhaus si trova un giardino botanico con piante tipiche del luogo e un museo degli sport invernali, sempre nei pressi vi è una cappella dedicata a San Nicolao della Flüe costruita nel 1984.
Sul Weissenstein dal 1994 ogni anno si svolge un festival di world music della durata di una settimana chiamato Uhuru.